# رادار غیرفعال
رادار غیر فعال نوعی سامانه راداری است که اشیاء و اهداف را توسط پردازش بازتابی از منابع غیرفعال در محیط، مانند امواج رسانه‌های بازرگانی یا علایم مخابراتی، پیدا و تعقیب می کند. این نوع رادار نمونه بارزی از رادار بایستاتیک است.